# Diocesi di Szombathely
La diocesi di Szombathely (in latino: Dioecesis Sabariensis) è una sede della Chiesa cattolica in Ungheria suffraganea dell'arcidiocesi di Veszprém. Nel 2022 contava 260.804 battezzati su 368.157 abitanti. È retta dal vescovo János Székely.

## Territorio
La diocesi comprende la contea di Vas e parti della contea di Zala.
Sede vescovile è la città di Szombathely, dove si trova la cattedrale della Visitazione di Maria Vergine.
Il territorio si estende su 4.660 km² ed è suddiviso in 71 parrocchie.

## Storia
Szombathely corrisponde all'antica città romana di Sabaria (o Savaria), che fu capitale della provincia della Pannonia Prima. Come tale è probabile che fu sede di una diocesi, forse sede metropolitana della provincia, che comprendeva anche le diocesi di Scarbantia (odierna Sopron) e di Carnunto (oggi Petronell-Carnuntum); non si conoscono tuttavia vescovi cattolici di Sabaria. Originario di Sabaria era san Martino di Tours; in una delle sue biografie si racconta che, dopo molti anni di servizio militare, ritornò nella sua città natale e subì la persecuzione del locale vescovo ariano per la sua fede cattolica.
L'odierna diocesi è stata eretta il 17 giugno 1777 con la bolla Relata semper di papa Pio VI, ricavandone il territorio dalle diocesi di Győr, di Veszprém e di Zagabria (le ultime due oggi arcidiocesi). Era originariamente suffraganea dell'arcidiocesi di Esztergom (oggi arcidiocesi di Esztergom-Budapest).
Il primo vescovo, János Szily, costruì il seminario (1777-1780), il palazzo vescovile (1780-1783) e la cattedrale (1791-1797).
In seguito al trattato del Trianon, il 18 maggio 1922 e nel 1923 cedette porzioni del suo territorio rispettivamente all'amministrazione apostolica del Burgenland (oggi diocesi di Eisenstadt) e alla diocesi di Lavant (oggi arcidiocesi di Maribor).
Il 31 marzo 1993 è entrata a far parte della provincia ecclesiastica dell'arcidiocesi di Veszprém.
Il 1º maggio 2018 è avvenuta a Szombathely la beatificazione di János Brenner, sacerdote della diocesi ucciso in un'aggressione notturna il 15 settembre 1957, nell'ambito della persecuzione antireligiosa del regime comunista.

## Cronotassi dei vescovi
Si omettono i periodi di sede vacante non superiori ai 2 anni o non storicamente accertati.
- János Szily † (23 giugno 1777 - 2 gennaio 1799 deceduto)
- František Herzan von Harras † (12 maggio 1800 - 1º giugno 1804 deceduto)
  - Sede vacante (1804-1806)
- Leopold Perlaki Somogy † (26 agosto 1806 - 20 febbraio 1822 deceduto)
  - Sede vacante (1822-1825)
- András Bolle † (21 marzo 1825 - 4 giugno 1843 deceduto)
- Gábor Balassa † (17 giugno 1844 - 11 agosto 1851 deceduto)
- Ferenc Szenczy † (10 marzo 1853 - 19 febbraio 1869 deceduto)
- Imre Szabó † (22 novembre 1869 - 28 febbraio 1881 deceduto)
  - Sede vacante (1881-1883)
- Kornél Hidasy † (15 marzo 1883 - 11 ottobre 1900 deceduto)
- István Vilmos † (16 dicembre 1901 - 24 dicembre 1910 deceduto)
- János Mikes † (11 dicembre 1911 - 10 gennaio 1936 dimesso[2])
  - Sede vacante (1936-1939)
- József Grósz † (19 luglio 1939 - 7 maggio 1943 nominato arcivescovo di Kalocsa)
- Sándor Kovács † (3 marzo 1944 - 8 febbraio 1972 ritirato)
  - Sede vacante (1972-1975)
- Árpád Fábián, O.Praem. † (7 gennaio 1975 - 14 maggio 1986 deceduto)
- István Konkoly † (5 giugno 1987 - 20 giugno 2006 ritirato)
- András Veres (20 giugno 2006 - 17 maggio 2016 nominato vescovo di Győr)
- János Székely, dal 18 giugno 2017

## Statistiche
La diocesi nel 2022 su una popolazione di 368.157 persone contava 260.804 battezzati, corrispondenti al 70,8% del totale.
| anno | popolazione | popolazione | popolazione | presbiteri | presbiteri | presbiteri | presbiteri                | diaconi | religiosi | religiosi | parrocchie |
| anno | battezzati  | totale      | %           | numero     | secolari   | regolari   | battezzati per presbitero | diaconi | uomini    | donne     | parrocchie |
| ---- | ----------- | ----------- | ----------- | ---------- | ---------- | ---------- | ------------------------- | ------- | --------- | --------- | ---------- |
| 1948 | 338.456     | 391.593     | 86,4        | 355        | 261        | 94         | 953                       |         | 177       | 401       | 165        |
| 1970 | ?           | 382.410     | ?           | 258        | 258        |            | ?                         |         |           |           | 175        |
| 1980 | 319.279     | 408.700     | 78,1        | 210        | 210        |            | 1.520                     |         |           |           | 176        |
| 1990 | 290.000     | 405.000     | 71,6        | 160        | 146        | 14         | 1.812                     |         | 14        |           | 176        |
| 1999 | 295.000     | 392.000     | 75,3        | 158        | 133        | 25         | 1.867                     |         | 35        | 67        | 177        |
| 2000 | 295.000     | 392.000     | 75,3        | 156        | 125        | 31         | 1.891                     |         | 42        | 69        | 178        |
| 2001 | 295.000     | 391.000     | 75,4        | 151        | 122        | 29         | 1.953                     |         | 36        | 53        | 178        |
| 2002 | 295.000     | 390.000     | 75,6        | 144        | 121        | 23         | 2.048                     |         | 26        | 45        | 176        |
| 2003 | 294.500     | 380.000     | 77,5        | 142        | 120        | 22         | 2.073                     |         | 25        | 37        | 176        |
| 2004 | 294.000     | 378.000     | 77,8        | 144        | 120        | 24         | 2.041                     |         | 27        | 44        | 176        |
| 2010 | 302.538     | 390.470     | 77,5        | 141        | 115        | 26         | 2.145                     |         | 28        | 26        | 156        |
| 2014 | 298.100     | 387.500     | 76,9        | 135        | 105        | 30         | 2.208                     |         | 30        | 56        | 142        |
| 2017 | 216.302     | 297.375     | 72,7        | 131        | 100        | 31         | 1.651                     |         | 31        | 57        | 67         |
| 2020 | 212.648     | 291.787     | 72,9        | 125        | 94         | 31         | 1.701                     |         | 31        | 50        | 70         |
| 2022 | 260.804     | 368.157     | 70,8        | 117        | 94         | 23         | 2.229                     |         | 23        | 50        | 71         |